# William Wirt Adams
Pour les articles homonymes, voir Adams.
William Wirt Adams (22 mars 1819 - 1er mai 1888) est un banquier, planteur, législateur d'État, et brigadier-général dans l'armée des États Confédérés,,.

## Avant la guerre
Adams naît à Frankfort, Kentucky, fils d'Anna Weisiger Adams et du juge George Adams (un ami personnel de l'homme d'État américain et orateur Henry Clay). Il est le frère de Daniel Weisiger Adams, un autre futur général de la guerre de Sécession. En 1825, la famille déménage à et s'installe à Natchez, Mississippi. Son père est un juge de tribunal de district de l'état du Mississippi de 1836 à 1839. William est allé au Bardstown College à Bardstown, Kentucky. Après l'obtention du diplôme en 1839, il s'enrôle comme soldat de la république du Texas, sous les ordres d'Edward Burleson, reçoit une commission d'adjudant du régiment, et participe à la campagne militaire du nord-est du Texas contre les amérindiens installés là.
Il retourne au Mississippi où il épouse Sallie Huger Mayarant en 1850. Là, il devient banquier et planteur à Jackson, Mississippi, et Vicksburg, Mississippi. De 1850 à 1861, il possède et exploite une entreprise avec succès et, à partir de 1858 à 1860, il sert lors de deux sessions de la Chambre des Représentants du Mississippi.

## Guerre de Sécession
En 1861, après la sécession du Mississippi de l'Union, Adams est nommé commissaire du Mississippi pour la Louisiane. En tant que tel, il aide ce dernier à faire sécession de l'Union. En février de cette année, les États confédérés d'Amérique forment à Montgomery, en Alabama. Le président Jefferson Davis offre à Adams un poste de cabinet en tant que receveur général des postes confédérées, mais il refusent.
Après avoir réglé ses intérêts bancaires, il forme et enrôle le régiment de cavalerie des « Wirt Adams » dans l'armée des États confédérés à Memphis, dans le Tennessee, en août 1861. Plus tard, en septembre, son commandement est envoyé à Columbus, dans le Kentucky, et puis, en octobre, au quartier général du général Albert Sidney Johnston, à Bowling Green, au Kentucky. À partir de là, il combat dans une action d'arrière-garde lors de la retraite confédérée du Kentucky vers Nashville, Tennessee, et par la suite à Corinth, Mississippi. Plus tard, à la bataille de Shiloh, il est placé à l'extrême droite de l'infanterie et se bat avec elle près de la rivière Tennessee à Greer's Ford. Ensuite, il est en service avancé pendant le siège de Corinth. Plus tard, quatre compagnies du régiment attaquent d'une manière agressive et poursuivent des éléments de l'armée de l'Union sur trois kilomètres deux cents (deux miles), près de Booneville, Mississippi.
En tant que colonel, Adams, aux côtés du général Sterling Price, est associé plus tard avec un régiment de l'Arkansas sous les ordres du colonel William F. Slemons à Iuka, Mississippi. Au moment de quitter le général Price, Adams capture un train de troupes de l'armée de l'Union venant de Corinth. Ses ordres suivants sont de prendre le comté de Washington, dans le Mississippi. Là, il garde les plantations locales et observe les mouvements des troupes dans et autour de Vicksburg, Mississippi. Après la chute de Vicksburg, son régiment et le 28th Mississippi Cavalry harcèlent et ont des escarmouches avec des unités sous les ordres du général William Tecumseh Sherman qui avancent sur les positions confédérées.
Nommé brigadier général en septembre 1863, Adams reçoit le commandement d'une brigade composée à la fois de son régiment et le commandement du colonel Logan. En février 1864, il reçoit l'ordre d'attaquer l'avance du général Sherman sur Meridian, Mississippi. Près de la fin de la guerre, il opère aux côtés du général Nathan Bedford Forrest dans l'Alabama. Lui et sa brigade se rend près de Ramsey Station, dans le comté de Sumter, Alabama, le 4 mai 1865. Son discours d'adieu est fait à son commandement deux jours plus tard. Sa libération conditionnelle est datée du 12 mai 1865 à Gainesville, en Alabama.

## Après la guerre
Lors de la conclusion de la guerre de Sécession, Adams réside à Vicksburg et Jackson, au Mississippi. En 1880, il est désigné comme agent des recettes de l'État du Mississippi. Il démissionne en 1885 et prend le poste de receveur des postes à Jackson par nomination du président Grover Cleveland.
Il meurt à Jackson sur le 1er mai 1888, lors d'une rencontre dans une rue avec un éditeur d'un journal local, John Martin, qui a amèrement critiqué Adams dans son papier, et est enterré dans le cimetière de Greenwood à Jackson.